# Michael Martínez
Michael Gabriel Martínez (né le 16 septembre 1982 à Saint-Domingue en République dominicaine) est un joueur des Indians de Cleveland de la Ligue majeure de baseball. Joueur polyvalent, il est capable de jouer dans les champs intérieur ou extérieur.

## Carrière

### Ligues mineures
Recruté comme agent libre amateur par les Nationals de Washington, Michael Martinez passe cinq saisons en Ligues mineures au sein de cette organisation avec les Vermont Lake Monsters (A-, 2006), les Savannah Sand Gnats (A, 2006), les Potomac Nationals (A+, 2006, 2008-2009), les Hagerstown Suns (A, 2007), les Harrisbugh Senators (AA, 2009-2010) et les Syracuse Chiefs (AAA, 2010). Polyvalent, il dispute en mineures 266 parties au deuxième but, 213 comme arrêt-court, 29 dans le champ centre, 16 au troisième but, 5 dans le champ gauche et 3 dans le champ droit.
Encore joueur de Ligues mineures, il est transféré chez les Phillies de Philadelphie le 9 décembre 2010 via le repêchage de règle 5.

### Ligue majeure

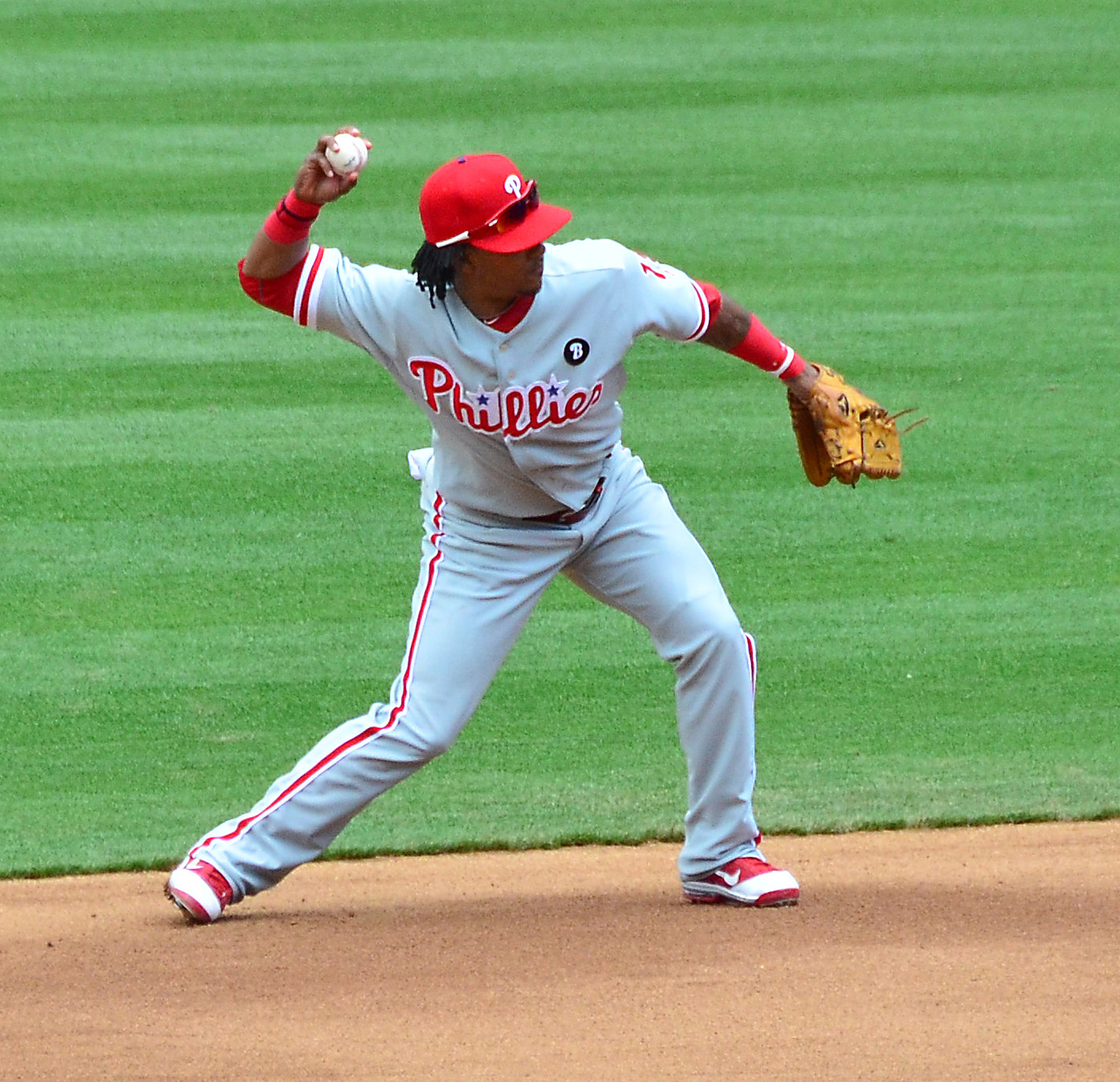
Michael Martínez en 2011 avec les Phillies de Philadelphie.

Martinez fait ses débuts en Ligue majeure le 3 avril 2011 avec les Phillies. Il est aligné comme voltigeur de centre titulaire lors de cette première apparition au plus haut niveau en raison d'une douleur au mollet du titulaire Shane Victorino Passant quatre fois au bâton, il frappe un coup sûr pour un point produit et deux retraits sur des prises. Son premier coup sûr est obtenu aux dépens du lanceur Enerio Del Rosario des Astros de Houston. Il frappe son premier coup de circuit le 17 juillet contre Mike Pelfrey des Mets de New York. Martínez complète sa première année avec trois circuits, 24 points produits, mais une faible moyenne au bâton de ,196 en 88 matchs pour Philadelphie. Il est utilisé à deux reprises comme coureur suppléant et marque un point en éliminatoires dans la Série de divisions perdue par les Phillies contre Saint-Louis.
Sur trois saisons, de 2011 à 2013, il dispute 162 matchs des Phillies et frappe pour ,234 de moyenne au bâton avec 5 circuits et 34 points produits.
En 2014, il s'aligne pour 26 matchs avec les Pirates de Pittsburgh maisn ne récolte que 5 coups sûrs en 44 passages au bâton. 
En 2015, il réussit 8 coups sûrs pour une moyenne au bâton de ,267 en 16 parties jouées pour les Indians de Cleveland.
Il dispute 4 matchs pour les Red Sox de Boston en 2016 avant d'être réclamé au ballottage par son ancienne équipe, les Indians, le 4 août de la même année. Il participe à la Série mondiale 2016, perdue par Cleveland, et son roulant au joueur de troisième but Kris Bryant en 10e manche du dernier match constitue le dernier retrait de la finale remportée par les Cubs de Chicago,.
En 2017, Martínez joue 15 matchs en début de saison pour Cleveland avant d'être transféré aux Rays de Tampa Bay le 18 mai. Après 13 matchs joués, les Rays le libèrent de son contrat le 22 juin et Cleveland lui offre une nouvelle entente le 25 juin.